# AirTanker Services
AirTanker Services (англ. AirTanker Services, также AirTanker) — британская чартерная авиакомпания, обеспечивающая передвижение между авиабазами Великобритании.
В 2008 году Министерство обороны Великобритании подписало контракт с AirTanker на транспортировки грузов и персонала между военными базами.

## Направления
- Аскеншин-Айланд
- Акротири
- Бриз-Нортон
- Кальяри
- Маунт-Плезант

## Флот
AirTanker заказал 14 Airbus Voyager, военную версию Airbus A330 MRTT. К июлю 2013 года флот AirTanker состоит из:
- 5 Airbus Voyager
- 1 Airbus A330